# فيليب دروكير
فيليب دروكير (بالإنجليزية: Philip Drucker)‏ هو عالم آثار أمريكي، ولد في 13 يناير 1911 في شيكاغو في الولايات المتحدة، وتوفي في 28 فبراير 1982 في ليكسينغتون في الولايات المتحدة.